# 長野電鉄モハ1000形電車

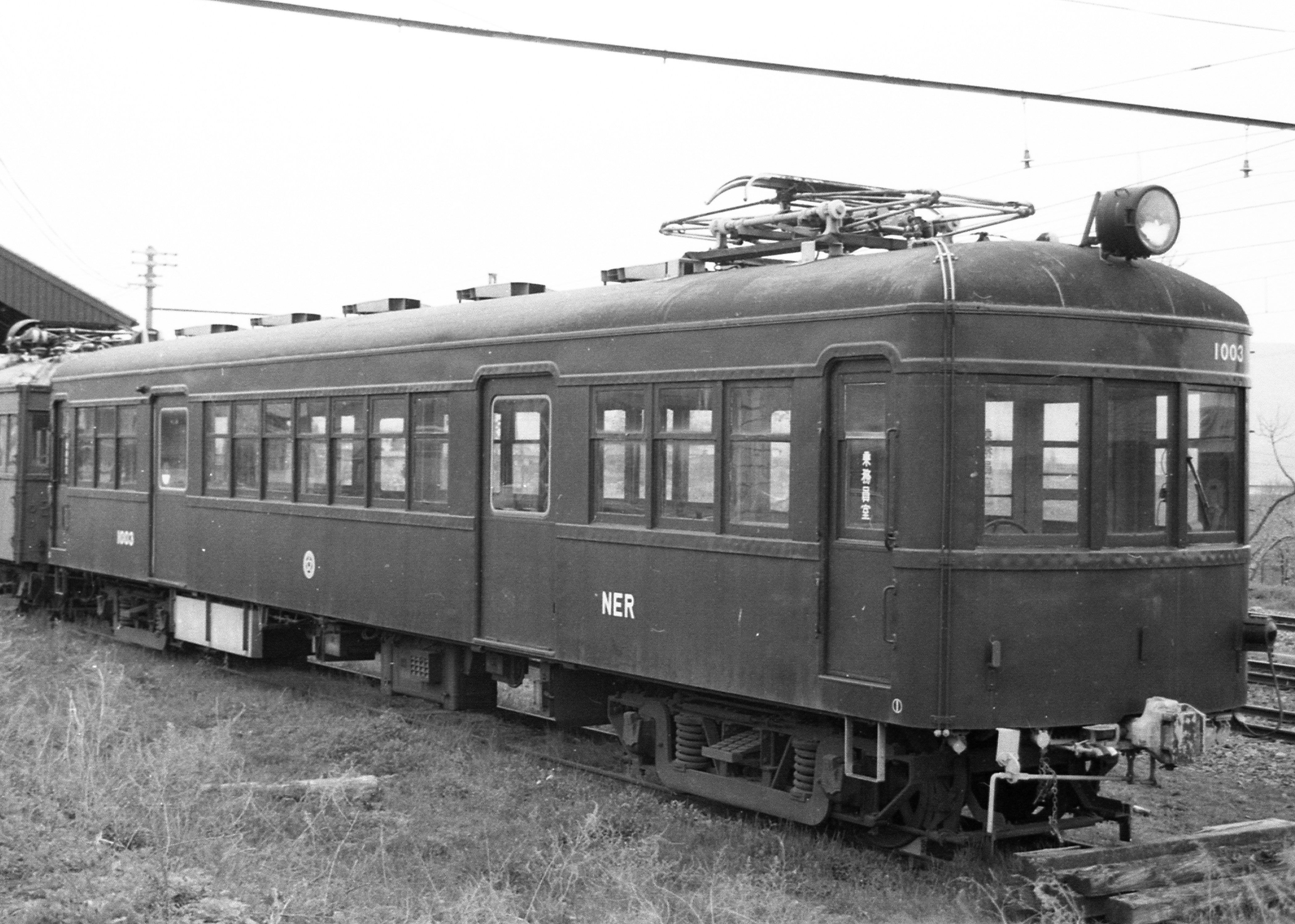
小布施駅で保存されるモハ1003（1988年5月）

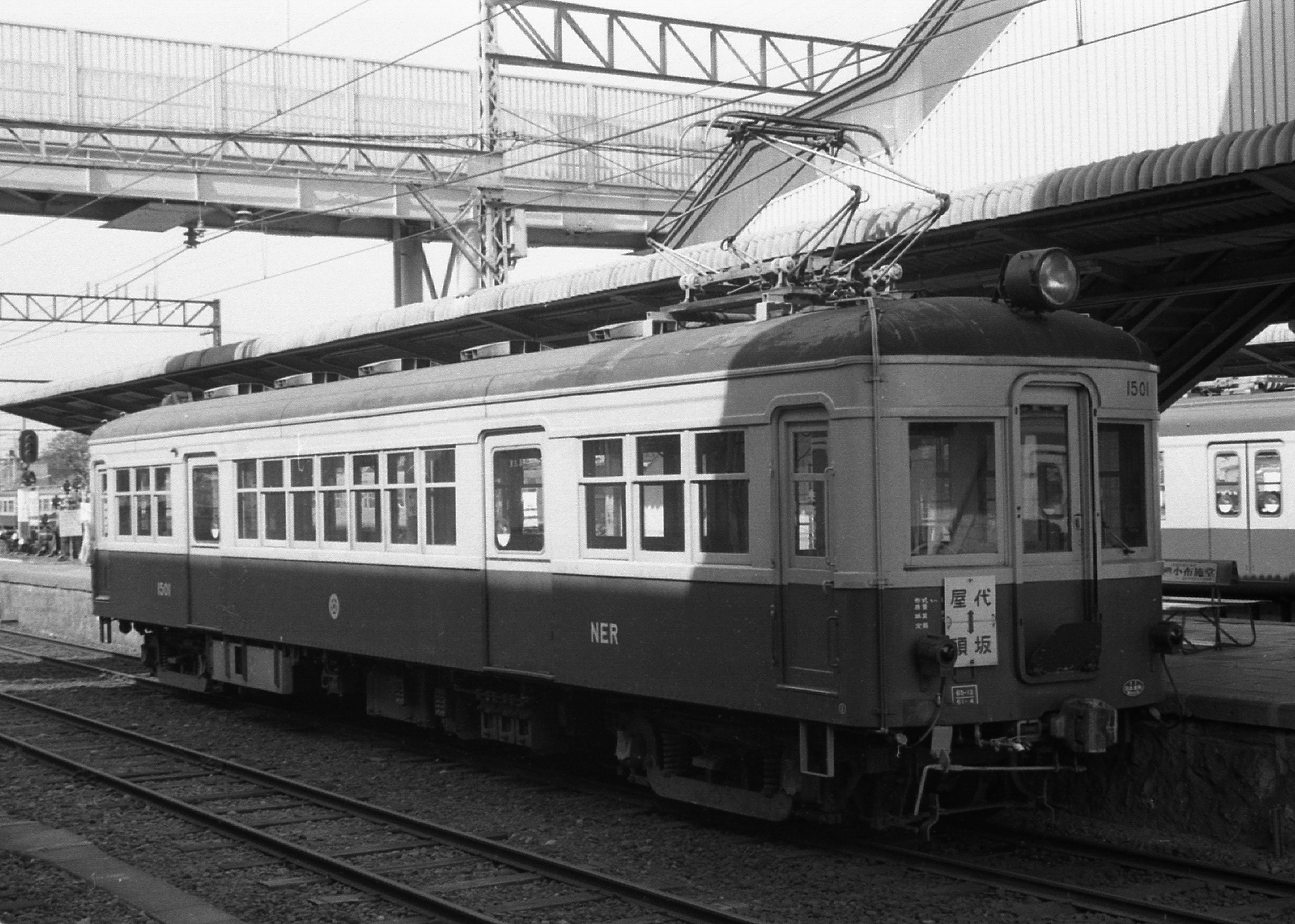
須坂駅で発車を待つモハ1501（1988年5月）

長野電鉄モハ1000形電車（ながのでんてつモハ1000がたでんしゃ）は、かつて長野電鉄で使用されていた電車（制御電動車）である。
本項では、モハ1000形と同一の基本設計に基づいて製作されたモハ1500形電車・クハ1550形電車・クハニ1060形電車の各形式についても記述する。

## 概要

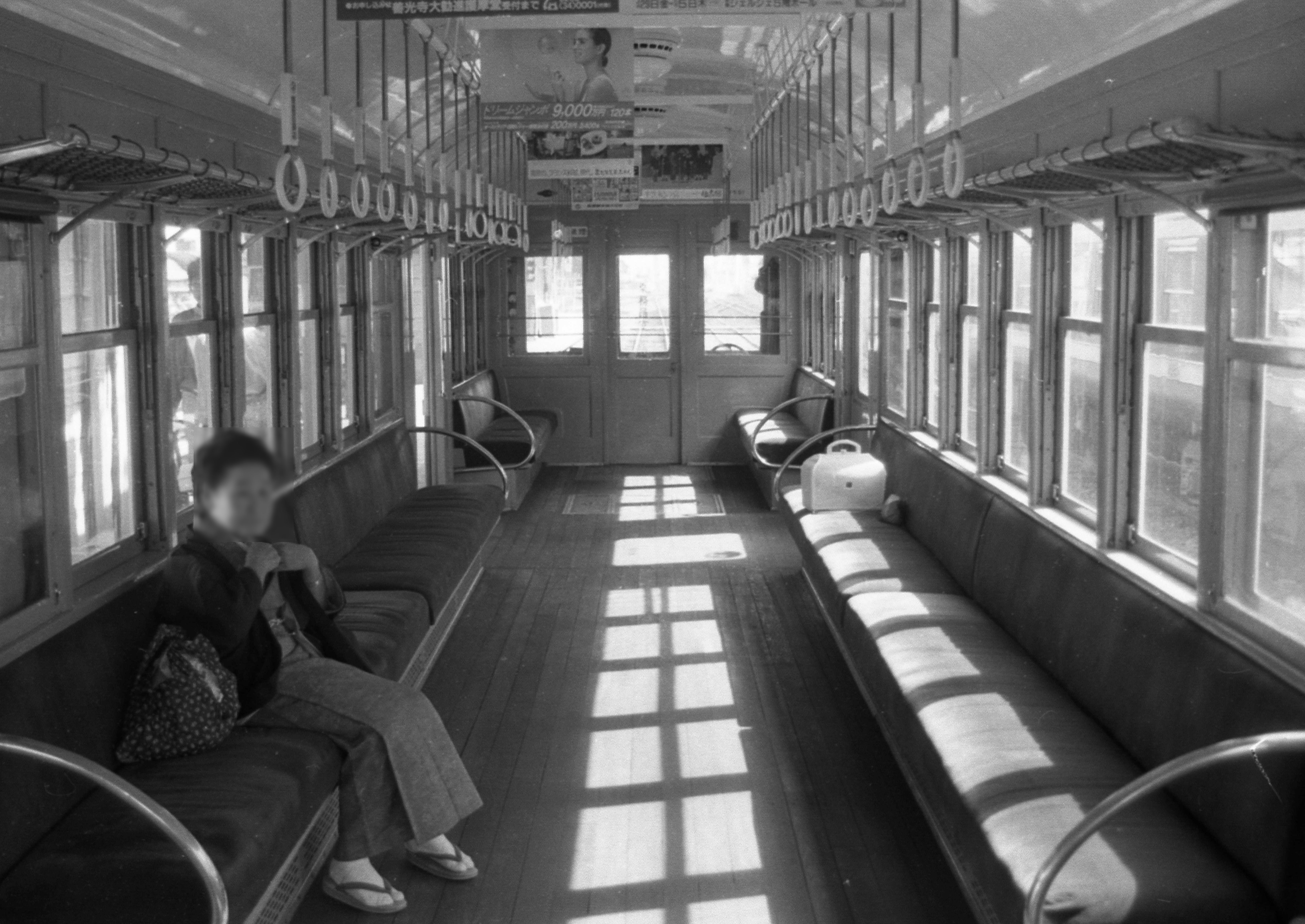
モハ1501の車内。1988年5月撮影

運輸省規格形電車の一つで、1948年（昭和23年）から1954年（昭和29年）にかけて日本車輌製造で制御電動車のモハ1000形・モハ1500形・制御車のクハ1550形・クハニ1060形が製造され、総勢14両が在籍した。
1951年（昭和26年）より製造されたモハ1500形は、山の内線の勾配区間下降用に抑速発電ブレーキを装備したもの。モハ1000形と車体はあまり変わらないが、台車がKS-33Eに変更されている。
制御車のクハ1550形・クハニ1060形は、いずれも戦前製の木造車の鋼体化名目で製造されている。クハ1550形は、モハ1000形・モハ1500形のいずれにも連結して使用できるよう、長野向き運転台にモハ1000形用の、湯田中方にモハ1500形用（電制付き）の主幹制御器を装備し、連結側を指定して使用された。クハニ1060形は、モハ1000形の原設計から扉配置を変更し、湯田中向き運転室直後に荷物扉と荷重2tの荷物室を設置している。

## 運用

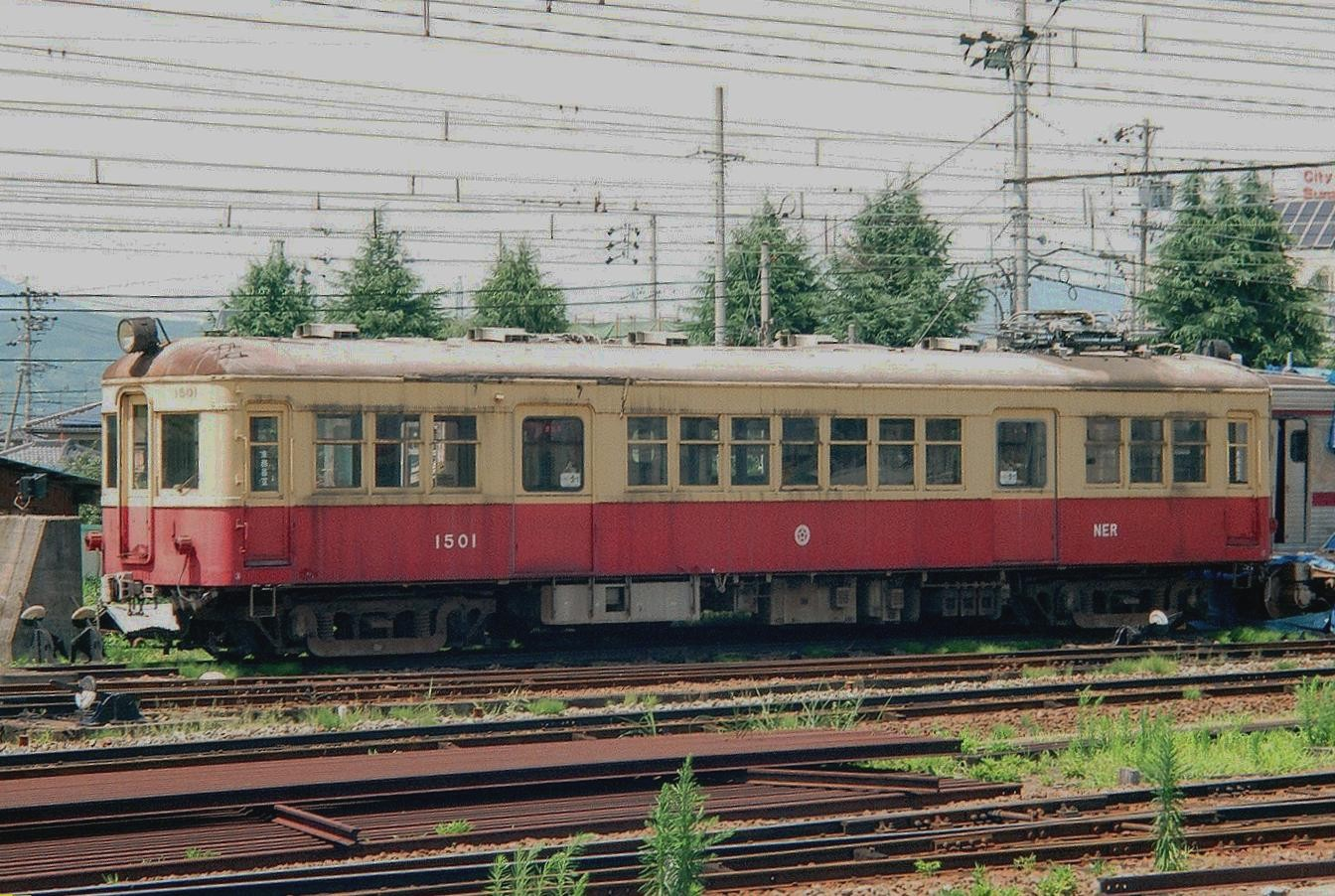
須坂駅構内に留置されるモハ1500形（2000年7月17日）

性能や機構の上では戦前製の在来車と共通（間接非自動制御・非常管付き直通制動・75kW主電動機装備など）で、各線で使用された。1952年（昭和27年）から開始された急行運用にも充当された。
1954年（昭和29年）にはモハ1000形のうち2両を電装解除してクハ1050形に、クハニ1060形のうち2両を電装してモハニ1010形にする改造が行われた。
1950年代後期からは、3連運用時の車掌業務の便のため貫通路設置改造が順次行われ、電動車のうち先頭に出るものの片側と、中間に入る電動車の両側に貫通路が設けられた。制御車については、クハ1550形は両側に、その他の形式は湯田中方に貫通路が設けられている。電動車、制御車とも運転台は撤去されず両運転台を維持しており、組成替えも随時行われた。
モハニ1010形とクハニ1060形の荷物室は1970年代初期に廃止され、モハ1010形・クハ1060形に形式変更された。
長野 - 善光寺下間の地下化に際し、2500系導入により半数以上が廃車となったが、モハ1000形1003・1004、モハ1500形1501・1502、クハ1550形1552が河東線屋代 - 須坂間（後の屋代線区間）用として残された。
その後、河東線内での2500系の運用が拡大し、2連運用が置き換えられると1985年（昭和60年）にモハ1003・1004、クハ1552も廃車となり、以後はモハ1501・1502が残され、日中の単行運転専用として使用された。
上述の貫通路設置工事で、モハ1501は両側、モハ1502は湯田中方に貫通扉が設置されていたが、この用途に使用されていた頃、モハ1502は湯田中方正面を踏切事故で破損し、復旧時に非貫通となった。またこのとき復旧側の正面窓ガラスはHゴム支持となり、原型とは異なる形態となった。
1993年（平成5年）には、3500系導入によりモハ1501・1502も運用を離脱した。モハ1501はしばらく動態保存車として運行されていたがその後1999年3月31日付で廃車となり、須坂駅で留置されていたが解体され現存しない。

## 保存車

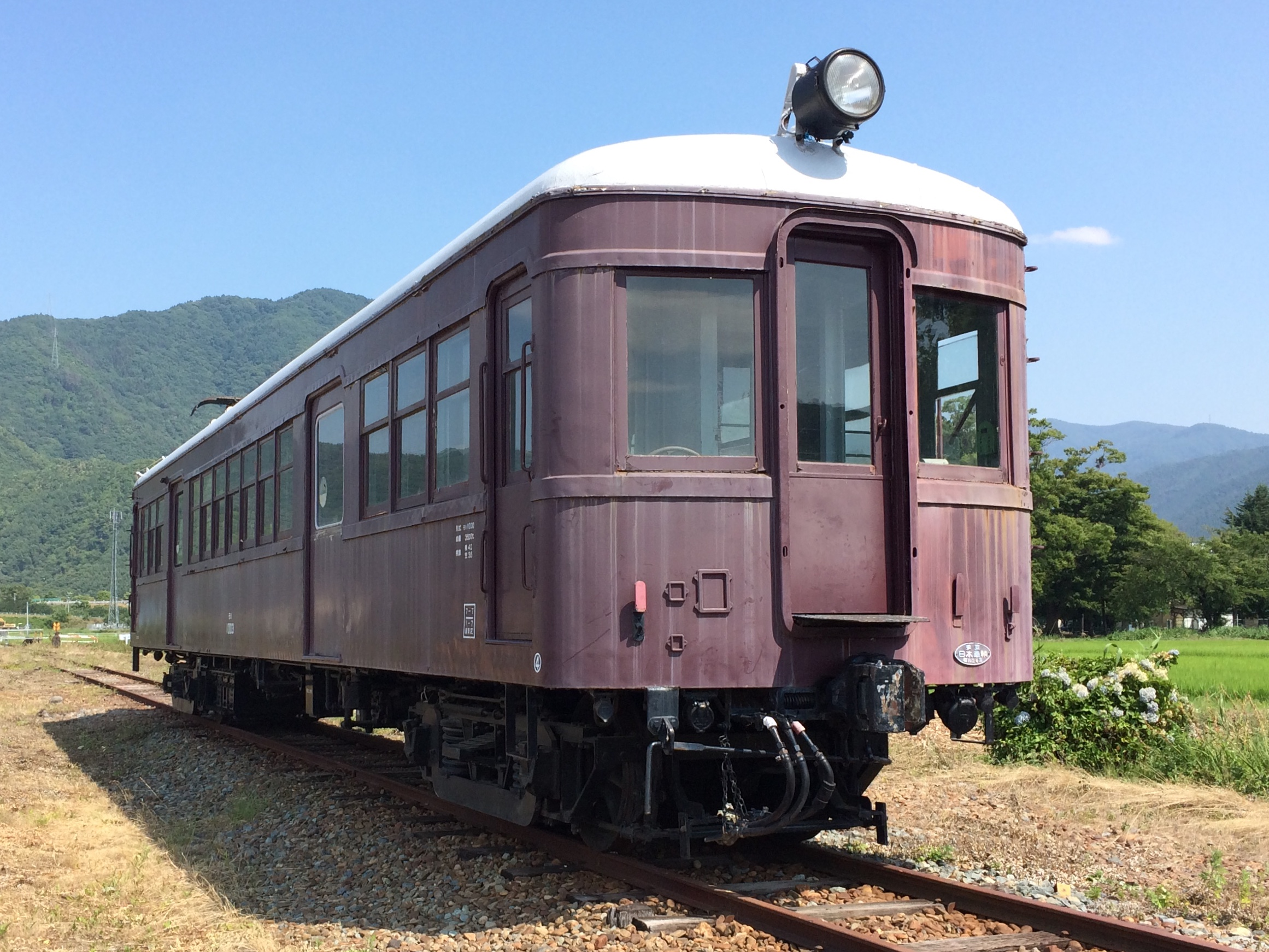
信濃川田駅のモハ1003
この貫通側先頭部は解体され現存しない

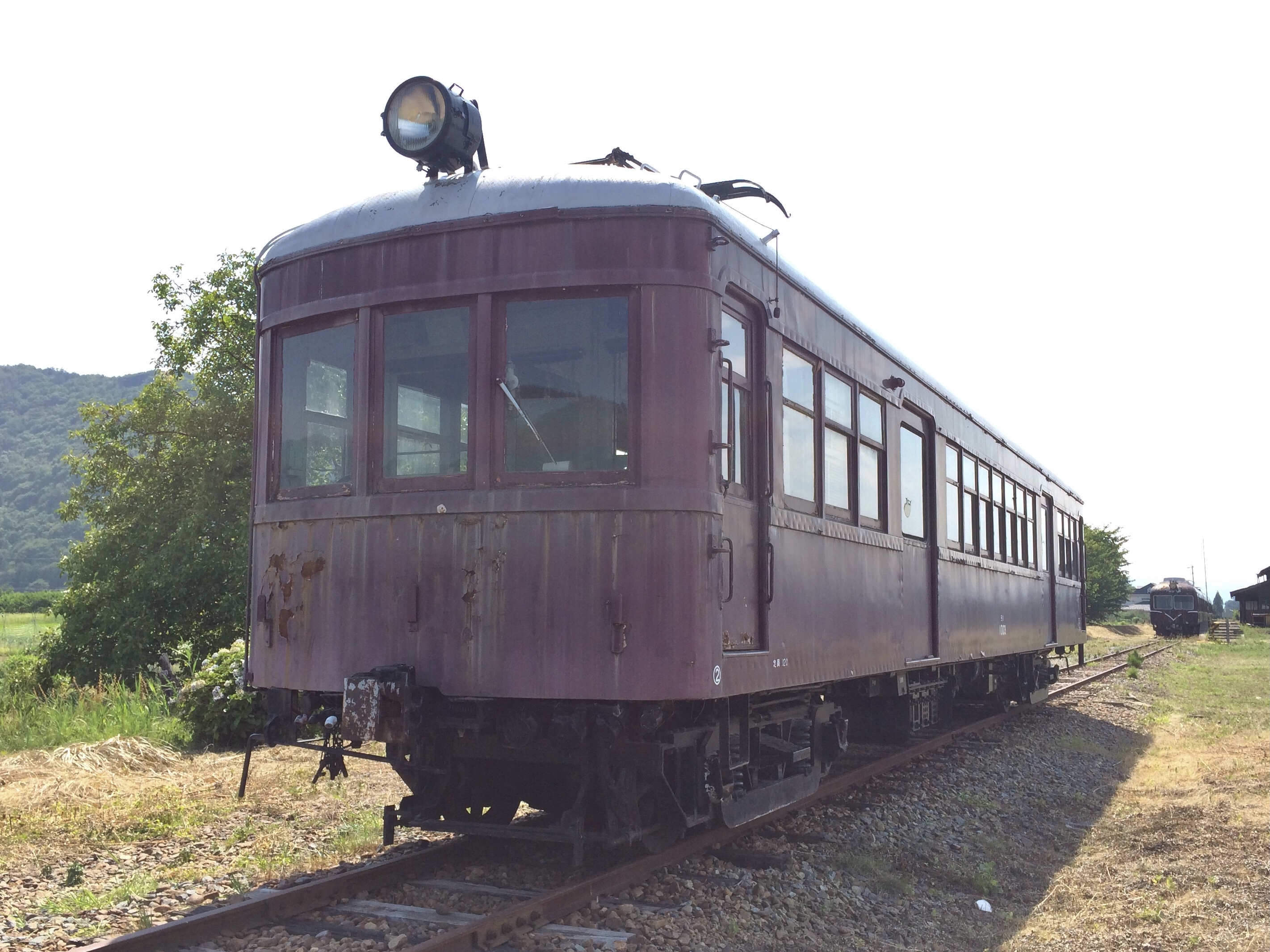
信濃川田駅のモハ1003
こちら側の先頭部がカットモデルとして残されポッポの丘に移された

モハ1000形1003が小布施駅の「ながでん電車の広場」で静態保存され、屋代線廃線後に信濃川田駅に移動したが、2019年に非貫通先頭側の車端部数メートルを残し解体された。残された車体及び台車1台は2020年3月に千葉県いすみ市のポッポの丘に移送された。